# Isla San Lorenzo

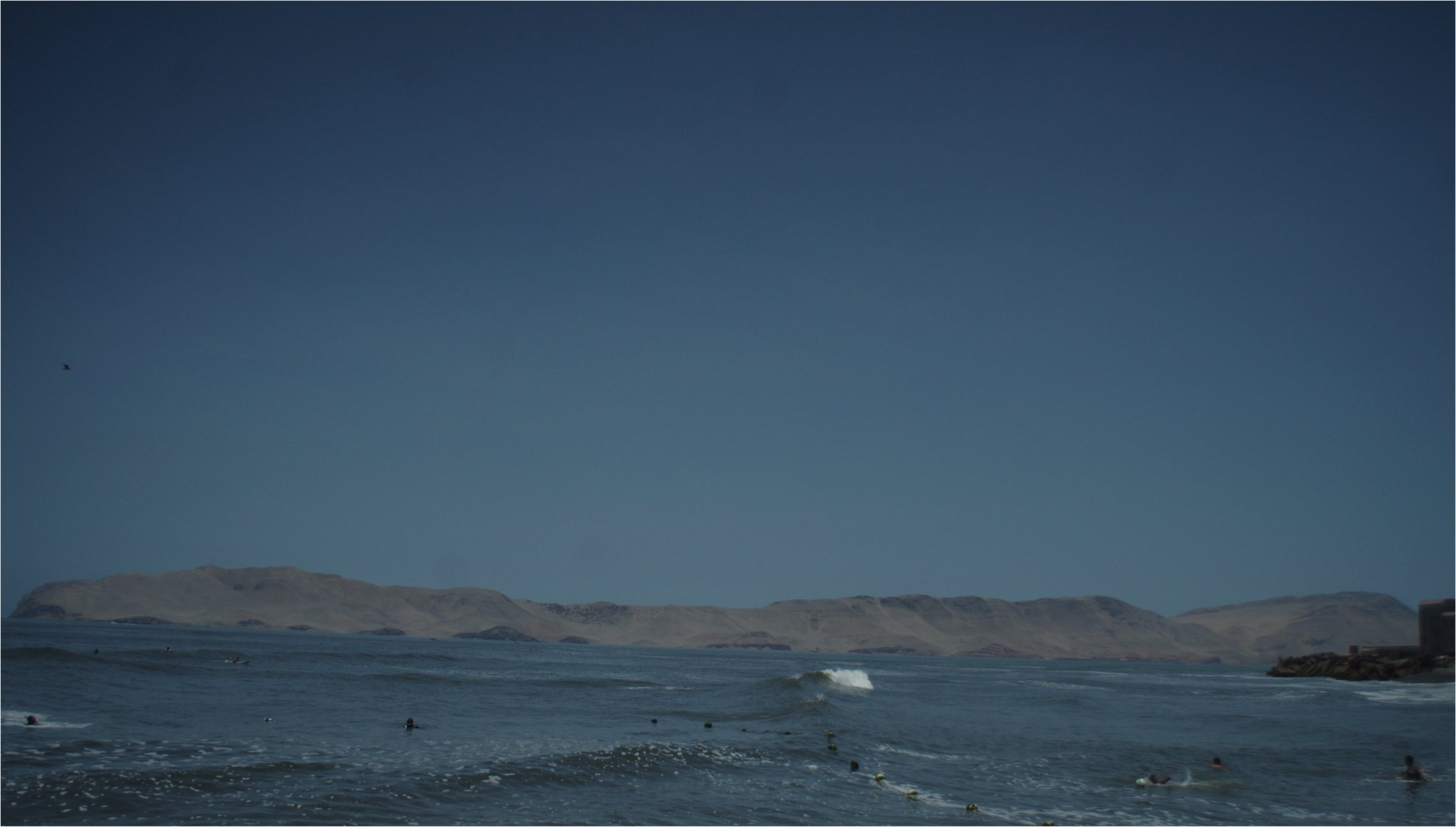
Insel San Lorenzo, Callao, Peru

Die Isla San Lorenzo ist eine Insel, die 3,8 km vor der Hafenstadt Callao in Peru im Pazifischen Ozean liegt. Mit einer Fläche von 16,48 km² und einer Ausdehnung von 2,9 Kilometern Breite und 8,3 Kilometern Länge ist sie die größte Insel Perus. 800 Meter südöstlich liegt die Insel El Frontón, gelegentlich auch als „Isla Callao“ bezeichnet.  

## Geschichte
Da die Isla San Lorenzo keine Süßwasserquellen hat, wurde sie nie dauerhaft besiedelt. Sie wurde jedoch oft von den Einwohnern des prähispanischen Perus besucht, die die Insel als Friedhof benutzten, da die Meeresinseln eine mythologische Bedeutung hatten.
Während der Kolonialzeit war die Insel Stützpunkt für englische und niederländische Piraten, die regelmäßig Callao überfielen.
1866 wurde die Insel von Spanien besetzt und im Kampf gegen Peru als Stützpunkt verwendet. Hier wurden die spanischen Schiffe repariert und die Toten beigesetzt, bevor sich Spanien von der peruanischen Küste zurückzog.
Anfang der 1990er Jahre, während der Zeit des Terrorismus in Peru, diente der peruanische Marinestützpunkt auf der Insel vorübergehend als Gefängnis für die Mitglieder des Sendero Luminoso, bis Hochsicherheitsgefängnisse im Landesinneren errichtet waren.

## Planungen zum Bau eines Hafens
Schon lange gibt es Pläne einer künstlichen Vergrößerung der Landfläche der Insel, ein submarines Tunnelsystem zur Verbindung mit dem Festland und eine künstliche Umleitung der küstennahen Meeresströmung (Megaterminal multimodal Isla San Lorenzo). Die technische Planung und die Suche nach Investoren war bereits abgeschlossen, jedoch kam es zu keiner politischen Entscheidung darüber. Seit mehreren Jahren wird dieses Projekt nicht mehr diskutiert.